# サンガ (元)
サンガ（Samgha, ? - 1291年）は、モンゴル帝国（元）のカアンであるクビライに仕えた財務官僚。漢字表記は桑哥。ペルシア語資料の表記では سنكه sanka/sanga 。

## 概要
ウイグル人あるいはチベット人仏教徒（ラマ教）出身。はじめチベット仏教のサキャ派に入門し、元朝の国師として中国・チベットの仏教界を統括した教主パクパの天蓋持ちをつとめる従者であったが、複数の言語に通じたことから通訳官として元朝に仕えるいわゆる色目人官吏となり、さらに仏教行政とチベットの統治を司る総制院使に抜擢された。彼はこの地位によって出身母体であるチベット仏教のほか、華北仏教、ウイグル仏教など元朝治下の仏教教団諸派との折衝にあたり、またムスリム（イスラム教徒）や漢人の商人とも繋がりをもって財務に習熟した。その後、クビライ初期の財務長官アフマドが暗殺された後、サンガ一味は漢族の盧世栄をアフマドの後釜として推挙した。翌年に盧世栄がモンゴル貴族のアントンによって不正を暴かれて、クビライの信頼を失って失脚して獄死すると、サンガは連年の外征経費の蓄積による巨額の歳入赤字を埋め合わせるため、1287年に復活設置された財務官庁尚書省の長官（平章政事）に起用され、財政再建を委ねられた。
サンガによる尚書省の復活とともに、地方行政機関行中書省は「行尚書省」に改められて中央の尚書省の影響下におかれた。また同年に、インフレーションが続いて価値の下落していた紙幣（交鈔）のデノミネーションが断行され、従来の中統鈔を5分の1に切り下げた至元鈔が発行された。サンガに対するクビライの信任は深く、同年末には平章政事より格の高い尚書右丞相の肩書きに引き上げられる。
財政危機の打開をはかるため、サンガには中央政府の早急な増収に繋がる施策が求められたが、彼はこれに対し、肥沃な江南からの収益増強策をもって応えた。江南において、サンガは南宋からひきついだ戸籍をもとにした税源の査定と徴税の徹底化を行い、塩などの官業専売制を強化した。これら江南からの収益は元朝の国家歳入の大きな部分を占め、財政を支えるに至る。さらに、これらの富を王朝の中央である河北・モンゴル高原に供給するため、中国の南北をつなぐ水上交通を整備させて江南から華北へ米を送るパイプとした。1289年には中国の南北をつなぐ運河が竣工するとともに、海上輸送が江南米の北送の正式なルートとして認められ、運河によって海とも繋がれた首都の大都に江南の富が流入するようにされた。
サンガの財政政策によって、元は本格的に江南地方の開発に乗り出すことになったが、これらの経済政策にはサンガの与党の色目人財務官僚が登用され、行省以下地方行政の高官に取り立てられる一方、モンゴル譜代の功臣の子孫が解任に追いやられたりしたため、行政の実権と影響力をめぐってアフマド以来尚書省系の人々と長らく争ってきた中書省のモンゴル貴族・漢人官僚との対立が再燃激化した。1291年、サンガは売官、徒党、誣告などの罪を糾弾されてクビライの信任を失い失脚して、獄死した。